# Idrope
L'ìdrope è un anormale accumulo di liquido trasudatizio nelle cavità sierose (cavo pericardico, cavo pleurico e cavo peritoneale) e, più in generale, nelle strutture cave dell'organismo.  Il termine deriva dal latino hydrops, a sua volta derivante dal greco antico ὕδρωψ e composto da ὑδρο, acqua, e ὤψ, aspetto.

## Idrope della colecisti
Si tratta di una complicazione della colelitiasi, dovuta all'esclusione della colecisti dal circolo biliare per ostruzione del dotto cistico o del collo della colecisti stessa da parte di un calcolo biliare.
La mucosa della colecisti assorbe i pigmenti biliari e le altre componenti della bile secernendo muco; la cavità si va riempiendo, così, di una soluzione mucoide e aumenta di dimensioni. Tale condizione può complicarsi ulteriormente, nel caso di sovrainfezione, con un empiema, oppure può andare incontro a perforazione. Più raramente può manifestarsi un infarto della colecisti.

## Idrope endolinfatico
È una condizione presente nelle fasi iniziali della sindrome di Menière. Inizialmente porta solo ad alterazioni della funzione uditiva; successivamente si cronicizza e coinvolge i labirinti provocando alterazioni dell'equilibrio. In questo caso non si tratta di un trasudato, ma dell'aumento di quantità di un liquido fisiologicamente presente.

## Idrope fetale
Si tratta di una condizione caratterizzata dall'accumulo di liquido nel corpo fetale, nei tessuti o nelle cavità sierose.
Si distingue una idrope fetale immune, dovuta alla presenza di anticorpi circolanti materni contro antigeni eritrocitari fetali, mentre in tutti gli altri casi si parla di idrope fetale non immune.
Nella metà di casi la causa rimane sconosciuta. Tra le cause riconosciute vi sono: l'alfa talassemia, malattie cardiache fetali, sindrome da trasfusione feto-fetale e infezioni fetali, specialmente quella da parvovirus B19.

## Idrope corneale
Si verifica in caso di cheratocono acuto, ovvero di rottura della membrana di Descemet con conseguente imbibizione dello stroma corneale da parte dell'umor acqueo che provoca edema ed appannamento della vista.